# قضاء الشعب
قضاء الشعب من أحياء بغداد، ويقع في جانب الشمال الشرقي للعاصمة بغداد، (شرق خط سريع قناة الجيش) وتعد من الأحياء ذات الطبقة المتوسطة الدخل في مدينة بغداد، ومن الأحياء التابعة لقضاء الشعب(حي العقاري الأولى، حي العقاري الثانية، حي التجار، حي الصحة حي البساتين، ومن أهم شوارعها: (شارع المدارس، شارع الأسواق المركزية، شارع عدن حيث يقع فيه سوق تجاري مشهور يسمى سوق شلال، وياتي بالمرتبة الخامسة لأكبر سوق بالعاصمة بغداد، وسوق المدينة، وشارع الصحة، وشارع الجزائر)، وتحدها من الشمال سدة ترابية أُنشئت لغرض حماية بغداد من الفيضان ومن الجنوب مدينة الصدر.
وتعد مدينة الشعب من المدن الكبيرة إذ أن فيها 14 محلة وكانت تابعة إداريا لقضاء الأعظمية وشيّدت فيها مبنى المحكمة ومبنى البلدية بعد غزو العراق في عام 2003، وفي عام 2016 أصبحت الشعب قضاء مستقلاً من أقضية بغداد.

ويمر بمدينة الشعب على طولها شارع (بغداد-كركوك)، ويقع من جهة الشمال منطقة الثعالبة ثم بوب الشام ثم منطقة الحسينية، ومن الجنوب شُيّدت مؤخرا منطقتين تابعتين لمدينة الشعب، وهما منطقة ديوان الرئاسة والزراعية والمثلث.
ويعتبر حي الشعب من الأحياء السكانية في بغداد التي يلاحظ فيها التواجد العشائري إذ إن فيها عشيرة البودراج وعشيرة الصوالح وعشيرة الجبور وعشيرة بني لام وعشيرة بني كعب وقبيلة العزة وعشائر قبيلة عتاب وعشائر البو محمد وعشائر السراي وغيرهم ممن نزحوا من الجنوب إلى العاصمة طلباً للرزق في بداية الخمسينات من القرن العشرين.
" السكان "
عدد سكان حي الشعب يبلغ حوالي 219 ألف نسمة تقريبا لعام (2010).[بحاجة لمصدر]